# Quinapondan
Quinapondan (Bayan ng Quinapondan) är en kommun i Filippinerna. Kommunen ligger på ön Samar, och tillhör provinsen Östra Samar. Folkmängden uppgår till 11 721 invånare.

## Barangayer
Quinapondan delas in i 25 barangayer.
| - Anislag - Bagte - Barangay No. 1 (Pob.) - Barangay No. 2 (Pob.) - Barangay No. 3 (Pob.) - Barangay No. 4 (Pob.) - Barangay No. 5 (Pob.) - Buenavista - Caculangan - Cagdaja - Cambilla - Cantenio - Naga | - Paco - Rizal (Pana-ugan) - San Pedro - San Vicente - Santa Cruz (Loro Diyo) - Santa Margarita - Santo Niño - Palactad (Valley) - Alang-alang - Barangay No. 6 (Pob.) - Barangay No. 7 (Pob.) - San Isidro |